# (1917) Cuyo
(1917) Cuyo ist ein Asteroid des Amor-Typs, der am 1. Januar 1968 von Carlos Ulrrico Cesco und Arturo G. Samuel in El Leoncito entdeckt wurde.
Der Name des Asteroiden ist von der argentinischen Universität Cuyo abgeleitet.